# キングコーポレーション
株式会社キングコーポレーションは、愛知県名古屋市中区丸の内に本社を置く、日本の紙製品メーカーである。

## 会社概要
1932年の創業以来、企業活動向けの名刺や封筒、DMなどの紙製品を製造・販売している。企業から受注した印刷会社から封筒・名刺の製作を請け負う形で業務展開し、印刷会社の顧客は数千社に及ぶ。また、一般家庭向けのパック封筒や年賀状、カレンダーなども製造・販売している。この他、名刺作成ソフトなどのソフトウェア開発やレーザープリンタなどのシステムOA機器、ノベルティグッズも取り扱っている。名古屋を拠点とする本社、4つの工場、全国15ヶ所に支店・営業所を展開する。

## 会社沿革
1932年創業。1950年の株式会社化後は急速に発展し、全国に支店網を形成した。1959年から使用するポーラ断裁機は業界初の導入であり、1972年から使用する西ドイツ製製袋機も日本で一台しかない機種であるなど、積極的な技術導入を進めた。
1989年には、郵政省が絵入りのはがきを通常のはがきと同額で販売しているのは不当廉売であるとして、販売差し止めと損害賠償を求める訴訟をヤマガタなど同業他社とともに起こしたが、大阪地裁は請求を棄却した。
- 1932年 - 名古屋市中区東魚町にて名刺、カード等の製造販売を創業
- 1946年 - 生産工場を中村区太閤通に建設。中区東魚町を営業所（現本社）として紙製品の総合販売体制に入る
- 1950年12月 - キング名刺株式会社を設立（名古屋市中村区）。資本金80万円
- 1954年5月 - 大阪、金沢支店開設
- 1955年7月 - 資本金240万円に増資
- 1957年4月 - 福岡支店開設
- 1961年8月 - 本社工場建設
- 1963年8月 - 資本金960万円に増資
- 1967年6月 - 資本金1,500万円に増資。静岡、仙台支店開設
- 1969年10月 - 甚目寺工場竣工（愛知県海部郡）
- 1970年4月 - 資本金2,500万円に増資
- 1971年5月 - 鹿児島支店・北九州営業所開設
- 1972年5月 - 名古屋中小企業投資育成（株）の資本参加により資本金4,500万円に増資
- 1972年6月 - 青森、浜松営業所開設
- 1973年10月 - 堺営業所開設
- 1974年8月 - 神戸、広島支店開設
- 1975年12月 - 資本金7,000万円に増資
- 1982年1月 - 第15回（56年度）中小企業研究センター賞受賞
- 1983年2月 - オフィスコンピュータ導入　本支店間オンライン化実現
- 1985年10月 - 本社工場竣工（愛知県津島市）
- 1985年11月 - 甚目寺工場を物流センターに改装
- 1986年9月 - 東京支店開設
- 1988年9月 - 本社ビル竣工移転（名古屋市中区）
- 1990年9月 - 株式会社キングコーポレーションと社名変更
- 1991年2月 - 第1回私募債発行　発行額1億8,000万円
- 1991年9月 - 札幌営業所開設
- 1993年4月 - 志免工場竣工（福岡県糟屋郡）
- 1994年9月 - 名古屋本店竣工　3階建1,621m2（490.5坪）
- 1995年8月 - 資本金7,864万円に増資
- 1996年11月 - 東京支店竣工移転
- 1997年5月 - 鹿児島支店竣工移転
- 1997年9月 - 神戸支店竣工移転
- 1998年8月 - 本社工場増築竣工
- 1998年10月 - 広島支店竣工移転
- 2000年8月 - 本社工場がISO9002認証取得
- 2000年12月 - 名古屋本店物流センター新築
- 2001年8月 - 福岡支店竣工移転
- 2002年3月 - 本社工場がISO14001認証取得[8]
- 2003年10月 - 本社工場、名古屋本店がISO9001認証取得[9]
- 2005年8月 - プライバシーマーク認定取得[10]
- 2006年3月 - 大阪支店・堺営業所統合移転
- 2006年10月 - 横浜支店開設
- 2008年8月 - 資本金9,489万円に増資
- 2010年6月 - さいたま支店開設
- 2011年3月 - 横浜支店移転
- 2013年8月 - 金沢支店竣工移転
- 2016年9月 - 本社工場がJapanColor標準印刷認証取得
- 2017年2月 -  横浜支店移転
- 2017年5月 -  さいたま支店を東京支店へ統合
- 2017年5月 -  浜松営業所移転
- 2018年6月 -  東京支店移転
- 2020年7月 -  東福岡工場竣工（福岡県東区）
- 2020年10月 -  公式通販サイト「きんぐる」公開

## 主な取扱商品
- 封筒
- 名刺
- はがき、カード
- 冠婚葬祭用
- 賞状・株券
- エコロジー商品（封筒・名刺）
- システム・OA機器
- カレンダー
- 手帳
- 年賀状
- ノベルティ、SPグッズ（うちわ・タオル・付箋・クリアホルダー）

## 支店・営業所
- 本社：愛知県名古屋市中区丸の内3丁目7番23号
- 名古屋本店：愛知県あま市中萱津大坊30番地
- 東京支店：東京都台東区東上野2丁目7番5号　偕楽ビル7階
- 大阪支店：大阪府大阪市天王寺区堂ヶ芝2丁目13番18号
- 福岡支店：福岡県福岡市東区松島3丁目18番14号
- 仙台支店：宮城県仙台市若林区志波町5番22号
- 横浜支店：神奈川県横浜市都筑区池辺町4665番地
- 静岡支店：静岡県静岡市駿河区池田228番地1
- 金沢支店：石川県金沢市神田1丁目4番10号
- 神戸支店：兵庫県神戸市長田区西尻池町1丁目3番10号
- 広島支店：広島県広島市西区観音本町1丁目12番24号
- 鹿児島支店：鹿児島県鹿児島市東郡元町3番24号
- 札幌営業所：北海道札幌市北区北24条西17丁目1番18号
- 青森営業所：青森県青森市問屋町1丁目14-4
- 浜松営業所：静岡県浜松市東区丸塚町533-10
- 本社工場：愛知県津島市牧野町字昭和15番地
- 一宮工場：愛知県一宮市今伊勢町馬寄字吉田浦1-10
- 志免工場：福岡県糟屋郡志免町南里4丁目3番15号
- 東福岡工場：福岡県福岡市東区多の津4丁目19番21号